# Paracles emerita
Paracles emerita là một loài bướm đêm thuộc phân họ Arctiinae, họ Erebidae.